# Richard Pryor
Richard Franklin Lennox Thomas Pryor III (Peoria, Illinois, 1. prosinca 1940. - Encino, Kalifornija, 10. prosinca 2005.) bio je američki komičar, glumac i pisac, prema anketi američke TV-kuće Comedy Central iz 2004. godine najveći stand-up komičar svih vremena.

## Životopis
Richard Pryor se rodio u gradu Peoria, oko 300 km od Chicaga. Majka mu je bila prostitutka, otac svodnik, a mjesto rođenja bakin bordel. Prema vlastitom priznanju, kao dječaka napastvovali su ga susjed i svećenik. Kako ga je majka rano napustila, odgojila ga je baka.
Izbačen iz škole u 14. godini, počeo je raditi razne čudne poslove. Svirao je bubnjeve po noćnim klubovima.
I nakon što je postao poznat i popularan, nikad se nije libio koristiti vulgarizme i otvoreno progovarati o raznim kontroverznim temama, najčešće rasizmu. Karijera mu je trajala od 1964. do 1997. godine, gdje je glumio u brojnim filmovima i na televiziji, u oko 45 uloga. Bio je uzor nizu danas više ili manje uspješnih komičara. Također je poznat po suradnji s Geneom Wilderom.
Pryor se ženio sedam puta s pet različitih žena, s kojima ima šestero djece. Bio je veliki ovisnik o drogama i alkoholu, a 1991. objavio je da boluje od multiple skleroze. Bolest je tako brzo napredovala da je dospio u invalidska kolica.
Umro je od srčanog zastoja u 65. godini u svom domu u Los Angelesu.

## Vanjske poveznice
- Richard Pryor u internetskoj bazi filmova IMDb-u (engl.)